# マニアさんと歩く関西
『マニアさんと歩く関西』（マニアさんとあるくかんさい、フランス語: Promenade dans le Kansai avec un passionné）は、NHK大阪放送局と松竹撮影所の共同制作により、2024年9月26日にNHK総合（関西ローカル）で19時30分から20時15分に放送されたテレビドラマ。主演は夏帆。
なじみのある場所が専門家やマニアの視点で新たに感じられる日常を描いた、ドキュメンタリーテイストの新感覚ドラマ。

## あらすじ
都内の出版社に勤める藤沢詩織は、3か月前に仕事のため大阪に引っ越すが、知らない街に馴染めず孤独を感じていた。結婚した元同僚の酒井由佳も大阪に住んでいるが、誘いづらく思っていたところ、由佳から「知人が主催するマニアックなツアーに参加して感想を聞かせてほしい」と誘われる。詩織は「マニアさん」と、関西の街を探索するツアーに参加する。

## キャスト

### 主要人物
藤沢詩織（ふじさわ しおり）
演 - 夏帆
都内の出版社から3か月前に新規事業のイベント関連の部署がある大阪に配属された女性。
酒井由佳（さかい ゆか）
演 - 朝倉あき
詩織の元同僚。5年前、結婚を機に会社を辞め大阪へ引っ越し、旦那の実家の寿司屋を引き継ぐべく手伝っている。
知人が主催する「マニアックな関西ツアー」も手伝っており、詩織にツアーのモニターを依頼する。

### 周辺人物
部下の女性
演 - 辻本みず希
詩織の部下。無理に関西弁を使わないでほしいと詩織に伝える。

### マニアさん
ビルマニアさん
演 - ビルマニアカフェのみなさん（井上タツ子・ 川原由美子・岩田雅希）
詩織を案内する3人組の女性。「1950 - 70年代のいいビル」への愛情を持ち、各自の目線でビルの魅力を広く発信している。
橋マニアさん
演 - 丹羽信弘
詩織を案内する橋梁エンジニア。「愛橋家」として広く橋の魅力を発信している。

## スタッフ
- 演出 - 倉光哲司[2][3]
- 脚本 - 横幕智裕[2][3]
- 音楽 - ベンジャミン・べトゥサック
- 制作統括 - 井上要（NHK大阪）[3]、高橋奈央（NHKエンタープライズ近畿）[3]、清水啓太郎（松竹撮影所）[2]
- プロデューサー - 東島真一郎（松竹撮影所）[3]
- 製作 - NHK大阪放送局、松竹撮影所

## 放送日程
| 放送日  | サブタイトル         |
| ------- | -------------------- |
| 9月26日 | 「大阪のビル・橋」編 |

## ロケ地
| マニアさん | ロケ地               | 所在地                    | 設計者     |
| ---------- | -------------------- | ------------------------- | ---------- |
| ビルマニア | 浪花組本社ビル       | 中央区東心斎橋2-3-27      | 村野藤吾   |
| ビルマニア | フジカワビル         | 中央区瓦町1-7-3           | 村野藤吾   |
| ビルマニア | ビル・リバーセンター | 中央区北浜東1-15          | -          |
| ビルマニア | 味園ビル             | 中央区千日前2-3-9         | 志井銀次郎 |
| 橋マニア   | 本町橋               | 中央区本町1               | -          |
| 橋マニア   | 天神橋               | 北区天神橋 - 中央区北浜東 | -          |
| 橋マニア   | 水晶橋               | 北区中之島1 - 北区西天満2 | -          |

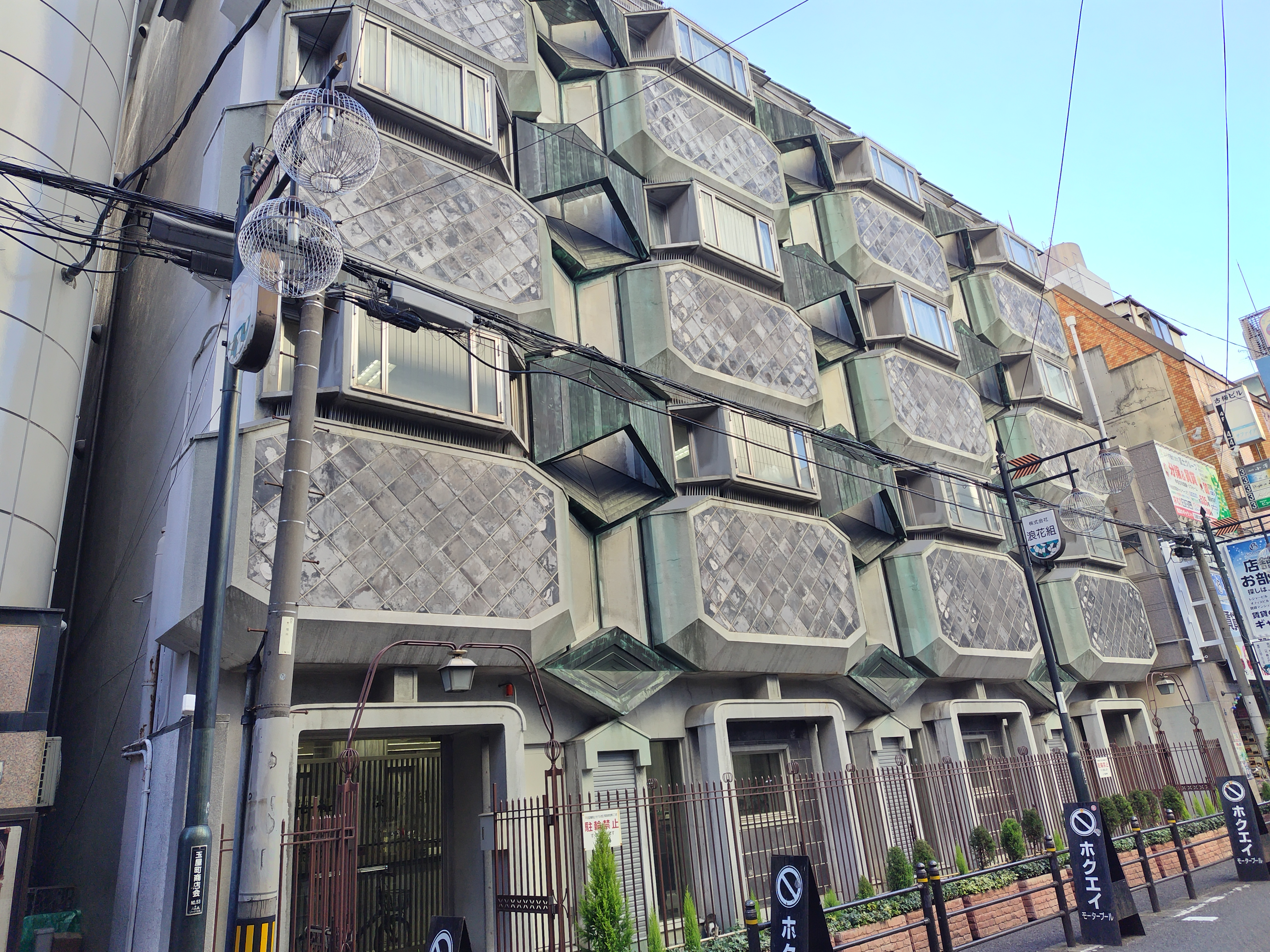
浪花組本社ビル
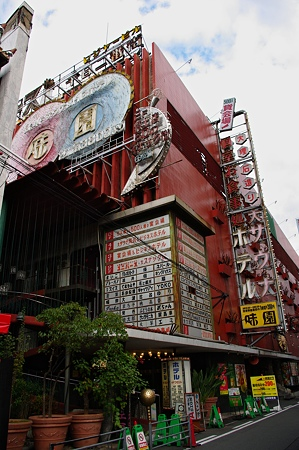
味園ビル
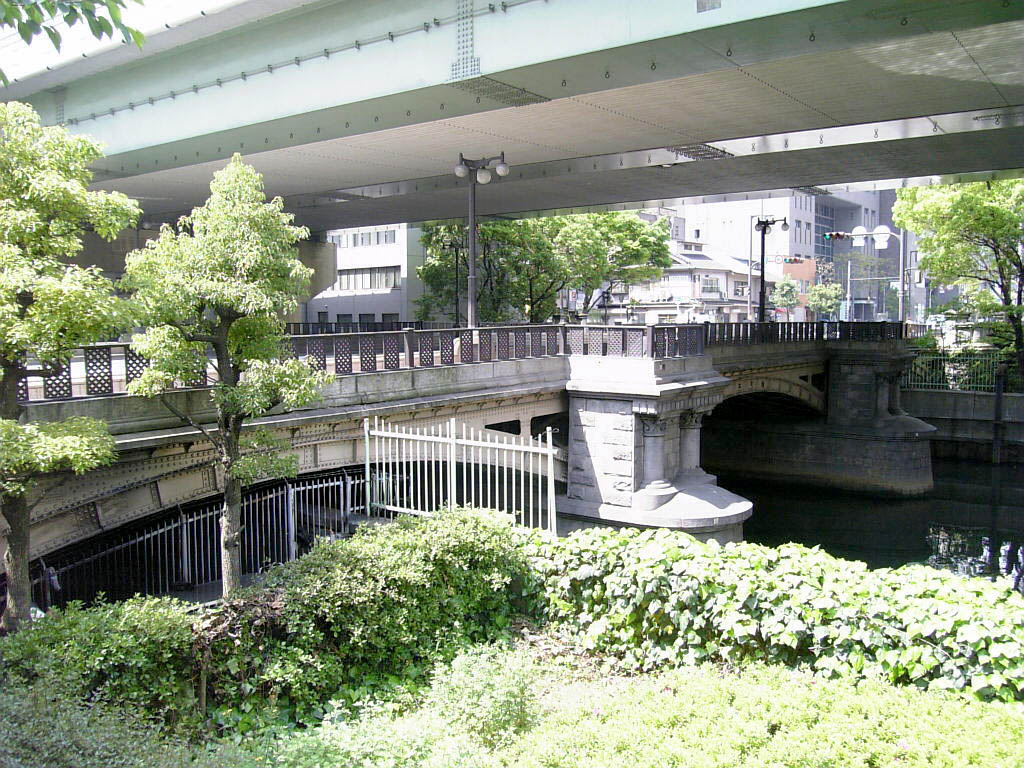
本町橋
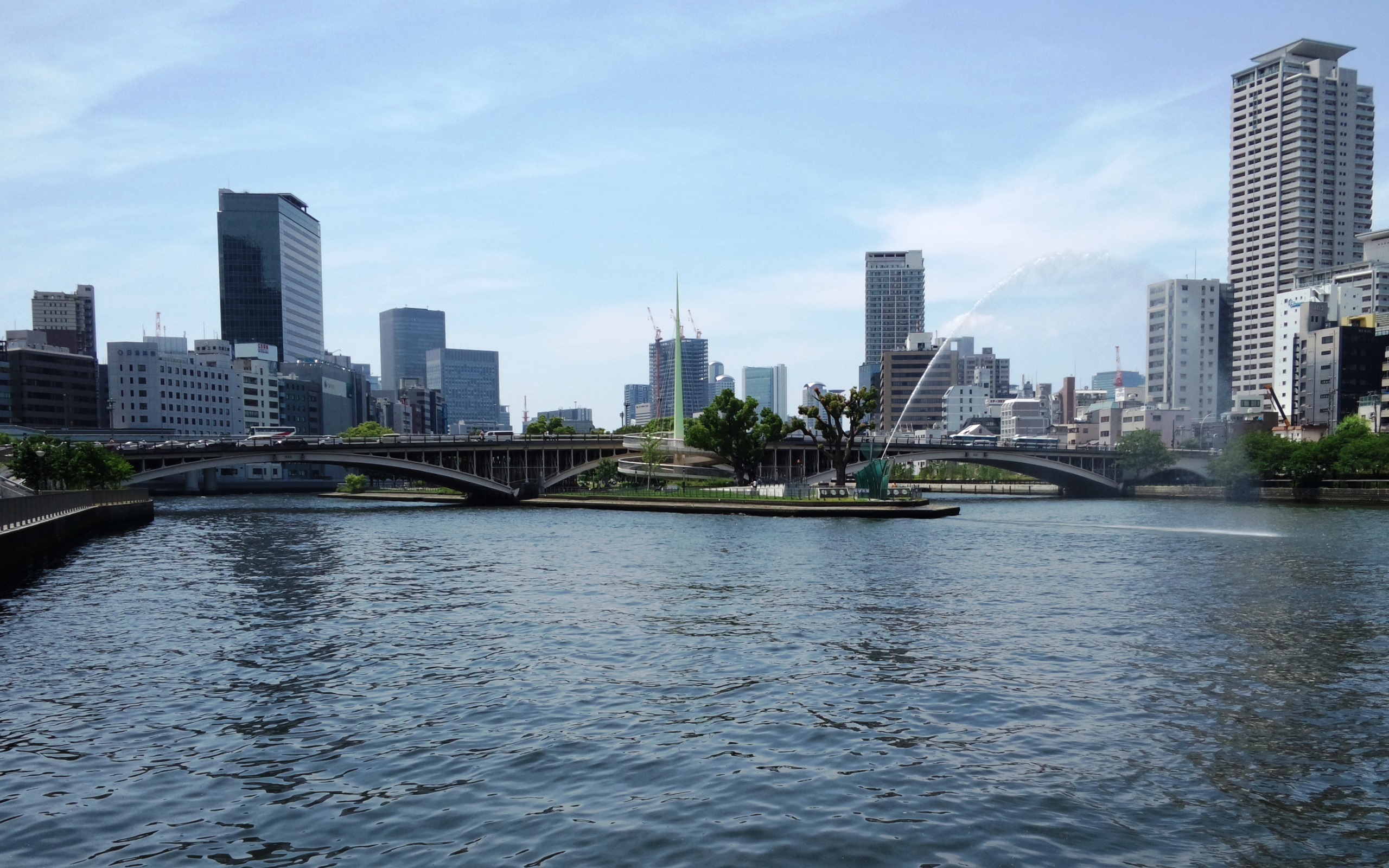
天神橋
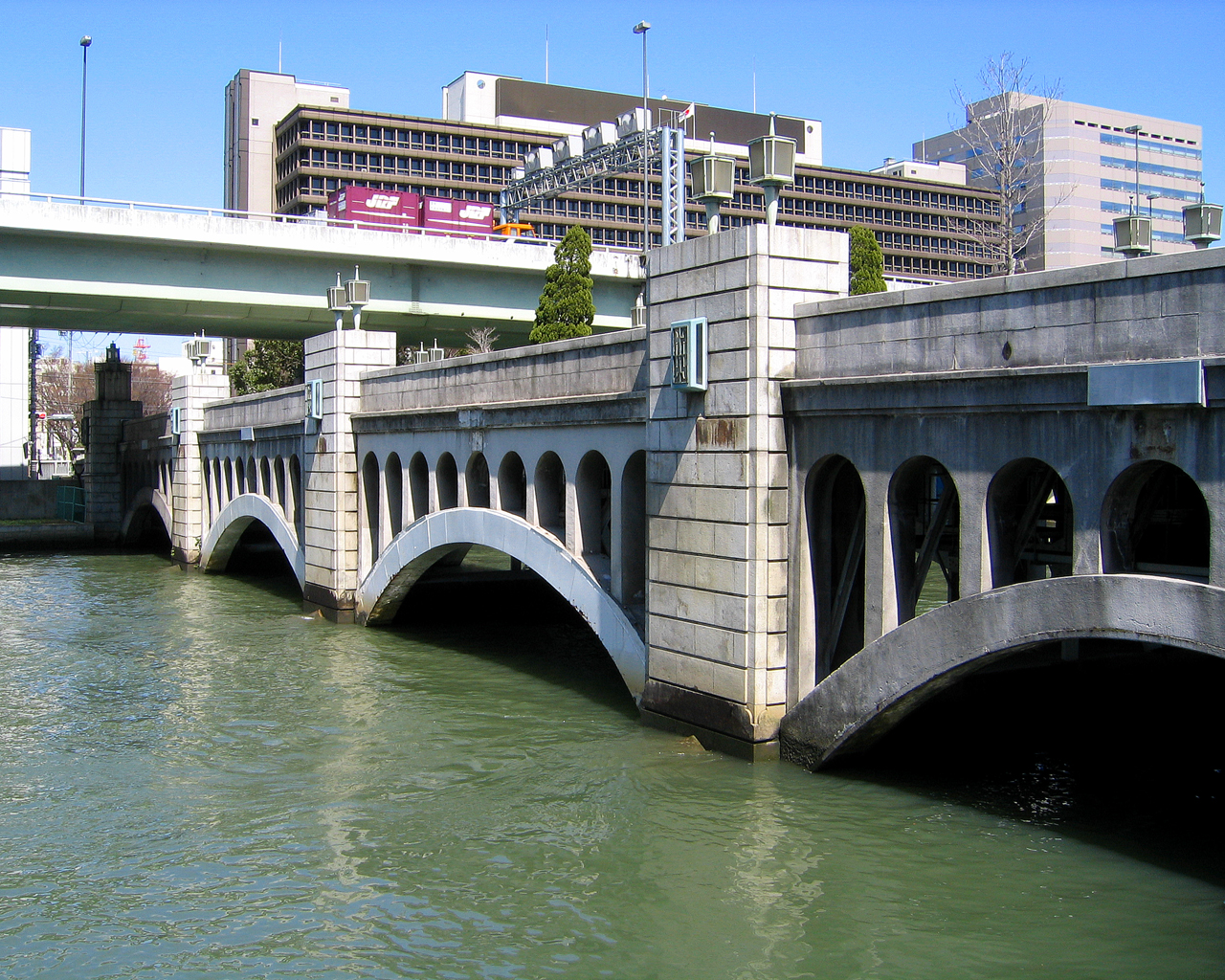
水晶橋